# Mecanismos de guiado lateral
Si el propósito de la suspensión de un automóvil es permitir a las ruedas desplazarse verticalmente respecto de la carrocería, tanto los movimientos longitudinales -hacia delante y atrás-, como los laterales -de lado a lado-, son desplazamientos parásitos no buscados por el diseñador de la suspensión. 
Los mecanismos de guíado lateral de un eje son aquellos dispositivos dedicados a evitar su desplazamiento lateral. Este desplazamiento indeseado es fruto de la fuerza lateral ejercida por los neumáticos para oponerse a la centrífuga, y de no establecerse sistemas para combatir sus efectos los ejes del vehículo se desplazarían, variando la geometría de la suspensión y golpeando la estructura del vehículo.
En general estos mecanismos son imprescindibles en las suspensiones dependientes, donde la unión rígida de las ruedas hace que fuerza lateral ejercida sobre el talón de la rueda exterior se transmita directamente a la interior, de modo que de no haber un mecanismo que controlase la deriva lateral del eje, este se desplazaría de la carrocería, empujada por la fuerza centrífuga en sentido contrario. Por otra parte su uso se está extendiendo por razones distintas en las suspensiones independientes basadas en brazos longitudinales, en este caso como medio para evitar las variaciones de geometría a las que se ve sometida la rueda exterior en apoyos. Se utilizan mayoritariamente en el eje trasero, lo que no excluye su uso en el eje delantero en el caso de los ejes rígidos directrices.

## Suspensión de ballesta

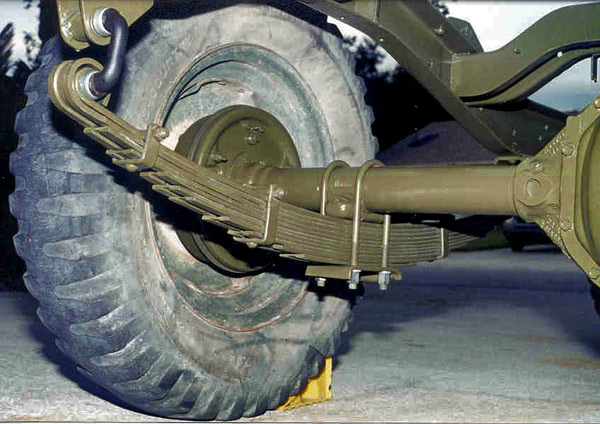
Ballesta semielíptica en un vehículo pesado

En los sistemas más sencillos de suspensión dependiente con ballestas como resorte es habitual prescindir de elementos auxiliares de guiado lateral, de modo que las propias ballestas, estén estas dispuestas longitudinal o tranversalmente, guien el tren tanto en sentido longitudinal como transversal. Como contrapartida las ballestas y especialmente el arco separador se verán sometidos a fuerzas de flexión transversal y de torsión, que unidas a los efectos de retorcimiento del par de reacción en frenado darán lugar a un comportamiento herrático, con rebotes y variaciones notables de geometría.

### Ejemplos de vehículos que utilizan las ballestas longitudinales como mecanismo de control lateral
- Jeep Willys clásico

### Ejemplos de vehículos que utilizan el ballestón transversal como mecanismo de control lateral
- Ford T

## suspensión mediante ejes oscilantes

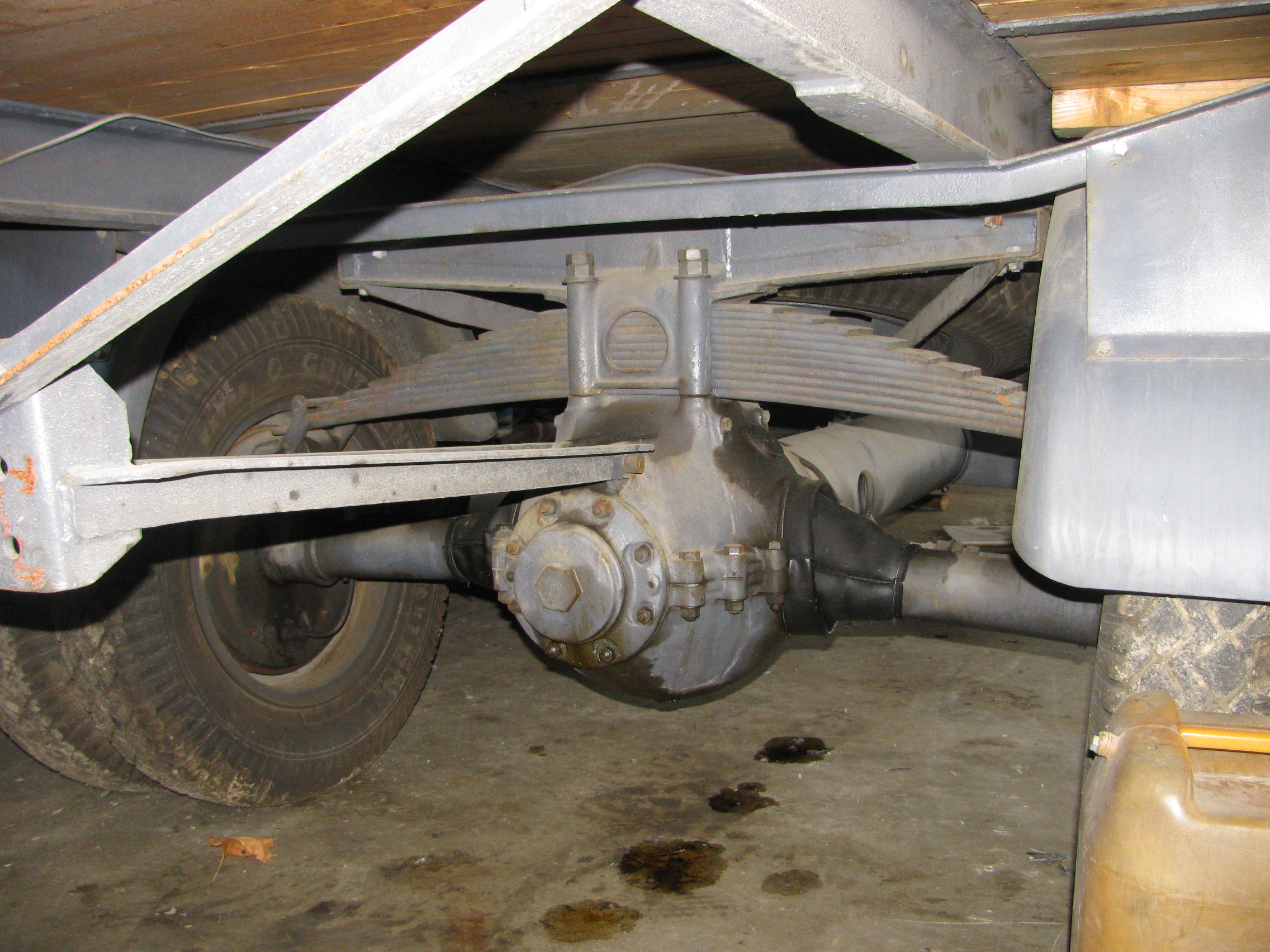
Fijación al chasis del diferencial en un Tatra T27B

Es el sistema de suspensión independiente más sencillo utilzado en ejes traseros motrices. Consiste en un eje rígido modificado, en el que el diferencial está fijado al chasis y se introducen articulaciones entre este y las trompetas. En este sistema el propio diferencial, fijado sólidamente al chasis, es el mecanismo de control lateral. 

### Ejemplos de vehículos que utilizan ejes oscilantes
- Renault 8
- Chevrolet Corvair en su primera generación
- Triumph Spitfire

## Barra Panhard

Esquema de la disposición de una barra Panhard

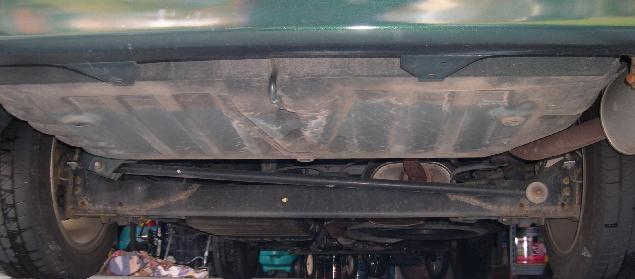
Una Panhard empleada para guiar un eje de torsión en "C" en un Mazda MPV

Para restringir los efectos adversos que la interacción de fuerzas provoca en los resortes de la suspensión, surgieron una serie de mecanismos útiles cuando se emplean ballestas e imprescindibles con otros tipos de resortes carentes de capacidad portante, como los muelles o las barras de torsión. La "barra Panhard" es el tipo más sencillo y pertenece a las dispositivos conocidos como brazos de suspensión -links en inglés-
El mecanismo consiste en una simple barra rígida que discurre paralela al eje, conectada a algún punto de este y al chasis del vehículo mediante articulaciones situadas en sus extremos. Las articulaciones permiten al eje moverse libremente en el plano vertical pero no de lado a lado, ejerciendo por tanto el guiado lateral. Cuando se utilizan muelles o barras de torsión como resorte, el sistema se acompaña necesariamente de unos brazos portantes longitudinales denominados brazos tirados, que efectúan además el guiado longitudinal, evitando el desplazamiento del eje hacia adelante y atrás. Por otra parte algunos fabricantes como el grupo VAG , emplearon un segundo punto de anclaje en el otro lado de chasis, comunicado con el primero mediante una barra para distribuir las fuerzas procedentes de la barra Panhard.

### Ventajas e inconvenientes
Las principal ventaja de la barra Panhard es su simplicidad. Es un mecanismo robusto, efectivo y casi carente de mantenimiento, razones por las que sigue utilizándose en vehículos en los que la solidez es la premisa básica, como en la mayoría de los vehículos todo terreno con suspensión dependiente y en muchos vehículos económicos.
Una ventaja adicional es su influencia en la geometría de la suspensión, puesto que puede utilizarse para rebajar el centro de balanceo, mediante el anclaje de la articualación en la zona central del eje, recurso utilizado en vehículos de competición con suspensión dependiente.
Sin embargo de su influencia en la geometría de la suspensión deriva también su mayor desventaja; un eje guiado por una barra Panhard necesariamente describirá un arco en torno al punto de anclaje de la barra al chasis, cuyo radio es igual a la longitud de la propia barra. 
Por tanto si la barra es corta, bien porque el vehículo sea estrecho o porque la barra esté anclada al eje en su zona central, el arco descrito desplazará notablemente al eje hacia el lado de anclaje al chasis en los extremos del recorrido de la suspensión. Por esta razón el mecanismo no es adecuado para vehículos estrechos y con grandes recorridos de suspensión. Así cuando se utiliza en vehículos todo terreno se articula siempre sobre un extremo del eje para que su longitud sea lo mayor posible, mientras que cuando se utiliza anclada a la carcasa del diferencial en el centro del eje, se hace en vehículos de competición con escaso recorrido de suspensión.

### Ejemplos de vehículos que utilizan Barra Panhard
- Ford Explorer, en el eje rígido trasero, pese a emplear ballestas como resorte
- Jeep Wrangler, en ambos ejes rígidos con muelles
- Seat 1500, en el eje trasero y anclada de forma poco convencional a la carcasa del diferencial
- DKW F102, Audi 100, Mazda MPV o la Plataforma K de Chrysler en el eje trasero junto con ejes de torsión -torsion crank-axles-
- Mitsubishi i-MiEV y derivados Citroën y Peugeot, en el Eje De Dion trasero.

## Mecanismo de Watt

Mecanismo de Watt formando parte de la suspensión de un automóvil

Imagen superior con el movimiento del mecanismo animado

El mecanismo de Watt es utilizado en el eje trasero de algunas suspensiones de automóvil como una mejora sobre el sistema de barras de Panhard, diseñado en los primeros años del siglo XX. Ambos sistemas pretenden impedir movimientos laterales relativos entre el eje y el chasis del coche. El mecanismo de Watt aproxima mejor el movimiento vertical en línea recta, evitando el desplazamiento lateral del eje del vehículo, siendo preferible al sistema de Panhard cuando las barras son cortas (es decir, en vehículos pequeños).
Consta de dos barras horizontales de igual longitud montadas en cada lado del chasis y una barra vertical de menor longitud que conecta sus extremos. El centro de la varilla vertical describe un movimiento prácticamente rectilíneo, por lo que se articula sobre el centro del eje, ejerciendo así un control lateral del puente sin apenas movimiento parásito. Todos los puntos del sistema de suspensión pueden rotar libremente en un plano vertical.
De alguna manera, el mecanismo de Watt puede considerarse como dos sistemas de barras Panhard opuestos. En el sistema de Watt, sin embargo, los movimientos opuestos se transmiten entre las barras largas a través de la barra vertical que las conecta entre sí.

### Usos del Mecanismo de Watt en suspensiones de automóviles
Tradicionalmente la barra central del mecanismo se articula sobre el centro de un eje rígido, típico de las suspensiones dependientes, de modo que lo guía en un plano prácticamente vertical. Alternativamente puede ser invertido: en este caso el centro está sujeto al chasis y los extremos de las barras se unen al eje. Esto reduce la masa no suspendida y cambia ligeramente su comportamiento cinemático. Este tipo de suspensión se utiliza en algunos Supercars V8 australianos con suspensión dependiente y también en vehículos con suspensión semiindependiente o parabólica.
El mecanismo de Watt también se puede usar para impedir el movimiento del eje en la dirección longitudinal del coche. Esta aplicación implica la conexión de dos mecanismos de Watt, uno a cada lado del eje, montados paralelamente a la dirección de conducción en una suspensión multilink.

### Ejemplos de vehículos que utilizan Mecanismos de Watt
- Rover SD1 En una transmisión por tubo de empuje (Con en mecanismo anclado al eje y las los extremos de las barras al chasis)
- Alfa Romeo Alfetta en un Eje De  Dion (Con en mecanismo anclado al eje y las los extremos de las barras al chasis)
- Opel Astra J -Watts Link Axle- y  Chevrolet Cruze MkI -Z-Link- en un eje de torsión. (Con en mecanismo anclado al chasis y las barras a los extremos del eje)
- Mercedes-Benz Clase A -W169- y Mercedes-Benz Clase B -W245- en un eje rígido parabólico. (Con en mecanismo anclado al chasis y las barras a los extremos del eje)
- Honda Accord, utilizado en este caso para el guiado longitudinal como parte integrante de la sofisticada suspensión multilink trasera de cinco barras de Honda.

## Mecanismo de Scott Russell

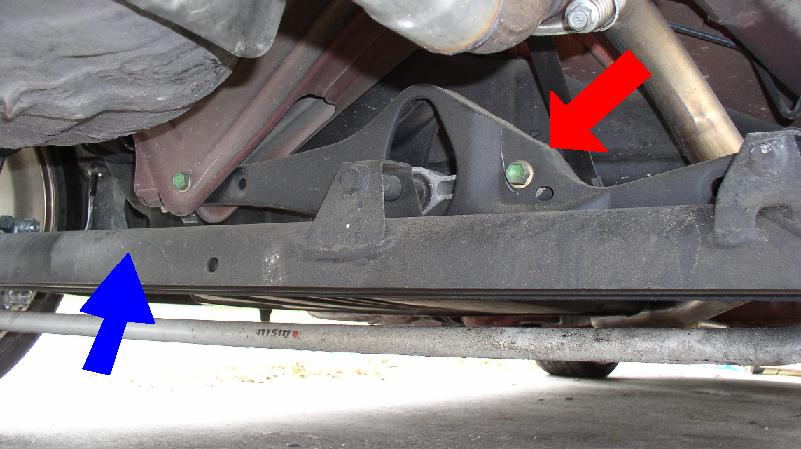
Suspensión MLB de Nissan, en azul el travesaño del eje torsional -beam-, en rojo el mecanismo de Scott Russell compacto

El mecanismo de Scott Russell -patentado pese a su denominación por el relojero William Freemantle en 1803- proporciona un movimiento teóricamente lineal utilizando una conexión mediante tres barras de longitudes iguales y un rodamiento o conexión corredera. Como se puede apreciar en la animación, su utilización principal es proporcionar una conexión entre dos movimientos rectilineos en ángulo recto -la corredera de color verde y el extremo opuesto de la barra azul-  
Una variante del sistema ha sido utilizada por Nissan en el denominado eje MLB -multilink beam- o "eje rígido multibrazo". Se trata de un eje de torsión en "C" que utiliza un mecanismo de Scott Russell modificado como mecanismo de control lateral. En este sistema el mecanismo de corredera es sustituido por el desplazamiento vertical del eje, mientras que la conexión entre movimientos rectilineos en ángulo recto se utiliza para evitar el desplazamiento lateral.
Como en el supuesto anterior, el mecanismo de Scott Russell aplicado al guiado lateral de un eje puede considerarse una barra Panhard auxiliada por una segunda barra para evitar su desventaja geométrica. Como en una barra Panhard convencional el mecanismo se basa en una barra articulada entre el chasis y un lateral del eje. Sin embargo el mecanismo añade una segunda barra corta articulada entre el centro del eje y el centro de la barra larga, sobre la que puede oscilar libremente. Los dos puntos de sujeción del eje proporcionan un guiado prácticamente vertical, de modo que al desplazamiento en arco de la barra larga se opone el desplazamiento en sentido contrario de la corta. 
La conexión no comparte las desventajas de la asimetría del sistema de barras Panhard, y siendo más compacto que el mecanismo de Watt, consigue concentrar todos los esfuerzos en una sola articulación.

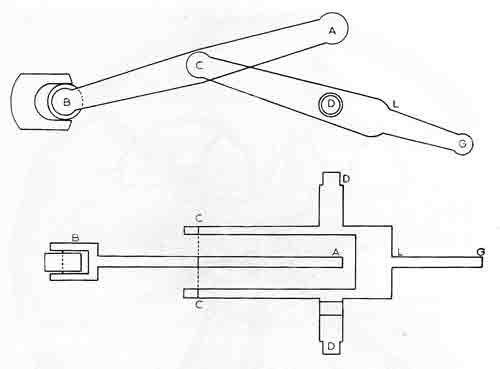
"Conexión de movimientos rectilíneos" de Freemantle
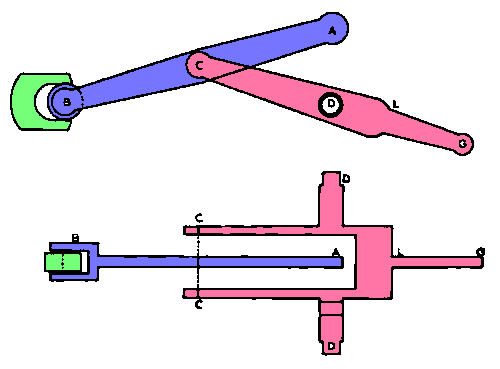
Ilustración coloreada de la patente de Freemantle
Animación coloreada.

### Ejemplos de vehículos que utilizan Mecanismos de Scott Russell
- Nissan Almera, Nissan Primera P12, Nissan Maxima

## Triángulo Articulado

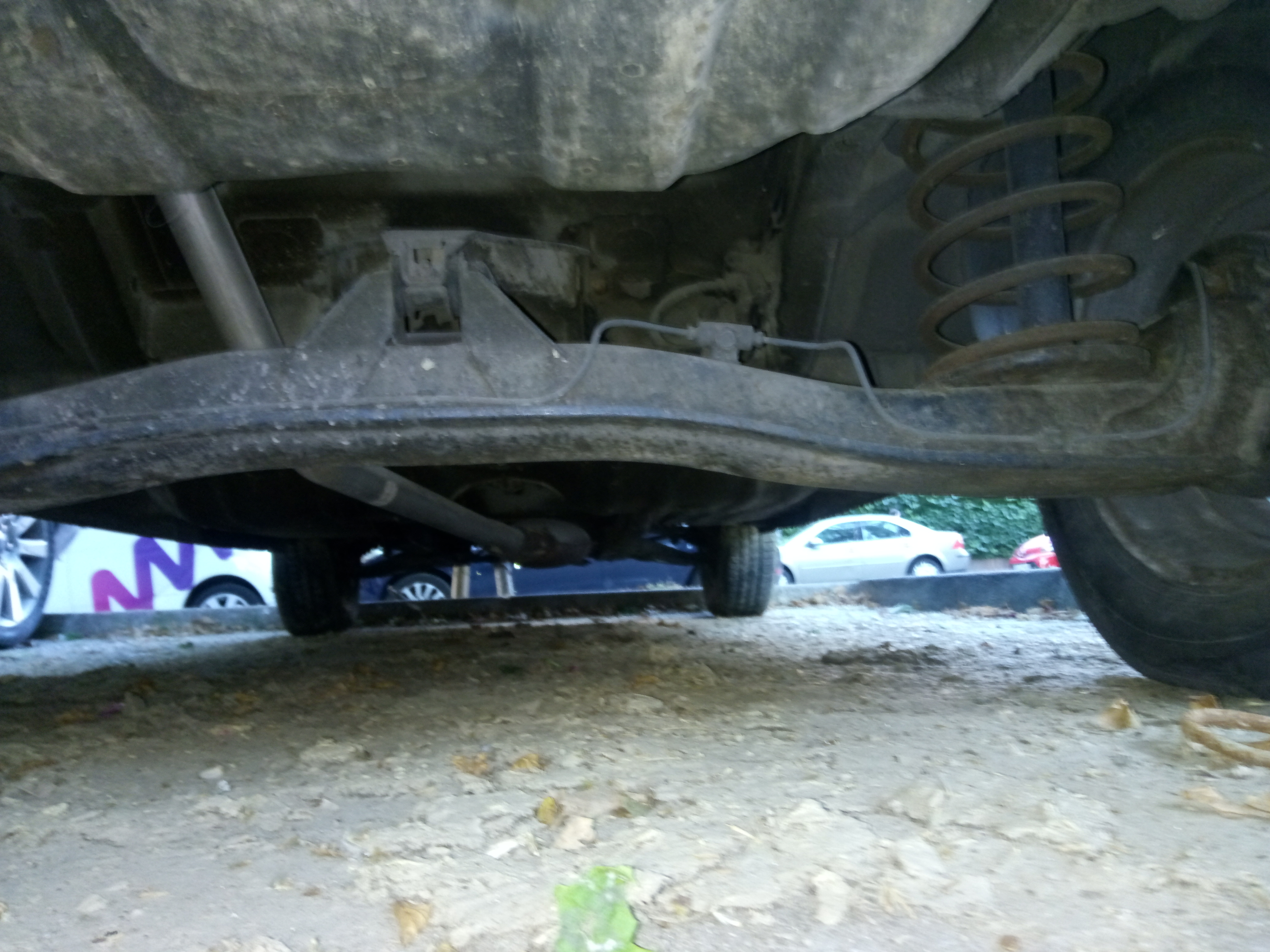
Eje rígido guiado por un triángulo central articulado en un Renault 12

Los triángulos articulados, o triángulos de reacción y posicionamiento son mecanismos simples, consistentes en un único brazo longitudinal articulado entre el centro del eje trasero o a la carcasa del diferencial y el chasis del vehículo. 
Sin embargo, su funcionamiento es parte de un mecanismo más complejo, puesto que forman, junto con los brazos tirados inferiores un paralelogramo deformable, encargado de controlar simultáneamente el par de reacción y el guiado lateral del puente.
Para ello se sitúan en la parte superior del eje a modo de tirante de reacción, de modo que su oscilación permite al eje desplazarse en sentido vertical, pero no rotar sobre sí mismo como consecuencia de las fuerzas de frenado -o empuje en el caso de los vehículos de propulsión trasera-. Al mismo tiempo su articulación doble al chasis -de ahí la denominación de triángulo, o trapecio cuando la articulación al puente también es doble- impide la deriva lateral del eje.
A diferencia de los sistemas anteriores, el triángulo articulado es un mecanismo ubicado longitudinalmente. Por tanto de utilizarse en solitario forzaría a la parte superior del eje a describir un arco más o menos acusado en sentido longitudinal que haría que rotase sobre sí mismo. Para evitarlo el sistema siempre se utiliza junto con unos brazos inferiores tirados, de modo que el conjunto forma un paralelogramo deformable que mantiene al eje siempre paralelo a la carrocería, controlando no solo su deriva lateral, sino también su tendencia a rotar ante fuerzas de aceleración o frenado, de ahí su denominación "triángulo articulado de reacción y posicionamiento". En cualquier caso como todos los sistemas basados en brazos longitudinales el funcionamiento del conjunto implica una ligera variación de batalla denominada wheel recession.

### Ejemplos de vehículos que utilizan Triángulos de Reacción y Posicionamiento
- Alfa Romeo Giulia (1962)
- Renault 12 y Renault 18

## Bieletas oblicuas de Posicionamiento
A semejanza de los triángulos articulados de posicionamiento, las bieletas oblicuas también son brazos longitudinales que forman parte de un esquema de paralelogramo deformable.
En vehículos de propulsión trasera se emplearon para evitar la imperfección geométrica que suponía el empleo de las barras Panhard en los llamados ejes de cinco brazos, sistemas de suspensión habituales en los vehículos con Transmisión Hotchkiss y muelles como resorte -como en el eje Messori del Fiat 124 S-. Los ejes de cinco brazos  empleaban dos brazos de empuje inferiores junto con dos tirantes de reacción superiores con los que formaban paralelogramo deformable más una incómoda barra panhard para el guiado lateral del puente. Para evitar su uso el Fiat 132 colocó los tirantes de reacción en una posición oblicua, de modo que el puente era guiado lateralemente por los propios tirantes -bieletas oblicuas de reacción y posicionamiento- obviando la necesidad de barra Panhard. 
Frente al triángulo articulado la disposición oblicua de las bieletas tiene una gran ventaja, puesto que el arco que imprimen a la parte superior del puente es menor y no depende únicamente de su longitud sino también de su inclinación, dando libertad al diseñador de la suspensión para diseñar el paralelogramo deformable.

### Ejemplos de vehículos que utilizan Bieletas de Posicionamiento
- Seat 132, fue pionero en la disposición oblicua de los tirantes de reacción sobre el eje rígido trasero. de modo que actuaban simultáneamente como mecanismo de control del par de reacción y de control lateral obviando la necesidad de barra panhard.
- Lancia Y10, utilizaba  bieletas oblicuas para localizar un eje rígido parabólico trasero denominado Eje Omega
- Peugeot 206, las versiones más prestacionales utilizaron bieletas de posicionamiento oblicuas para guiar los brazos tirados traseros

## Mecanismos de carril

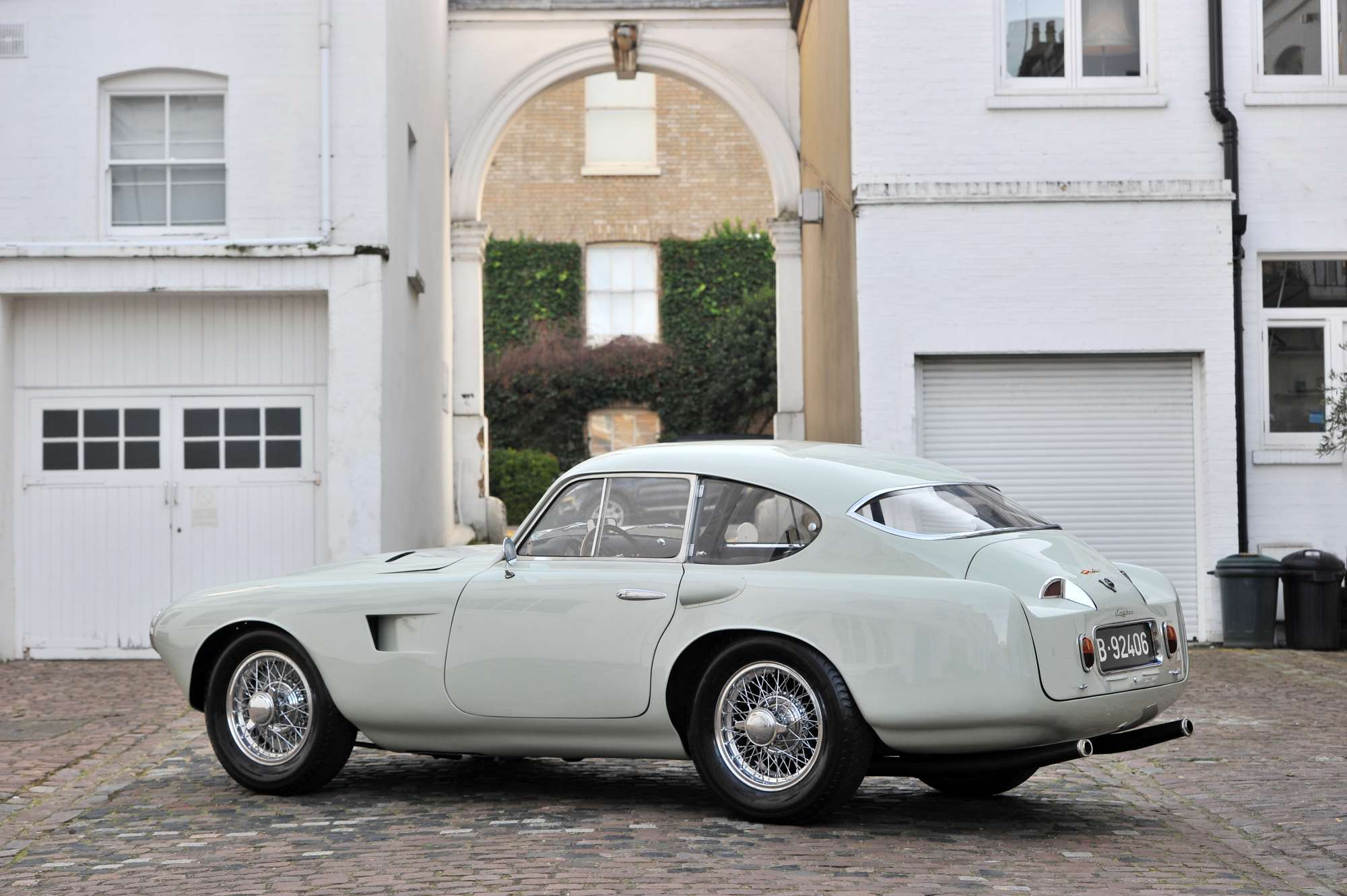
Pegaso Z-102 Berlinetta

Los automóviles Pegaso utilizaron un mecanismo único de guiado lateral. 
La transmisión empleaba un Eje De Dion, sistema en el que el diferencial está anclado sólidamente al chasis formando parte de la masa suspendida, mientras que un ligero eje rígido se encarga de la suspensión. El sistema ideado por el ingeniero Ricart el diferencial y caja de cambios formaban un gran transeje, en el que había un carril labrado sobre el que se deslizaba una ruedecilla situada en el centro del eje trasero.

### Ejemplos de vehículos que utilizan mecanismos de carrril
- Pegaso Z-102, Pegaso Z-103 y Pegaso Z-104